# گیرتون، کمبریج‌شر
گیرتون (به انگلیسی: Girton) یک روستا و محله مدنی در بریتانیا است که در کمبریج‌شر جنوبی واقع شده‌است. گیرتون ۴٬۵۵۹ نفر جمعیت دارد.